# Shidnîțea
Shidnîțea (în ucraineană Східниця) este o așezare de tip urban din orașul regional Borîslav, regiunea Liov, Ucraina. În afara localității principale, nu cuprinde și alte sate.

## Demografie
Componența lingvistică a așezării de tip urban Shidnîțea
     Ucraineană (99,38%)
     Alte limbi (0,48%)
Conform recensământului din 2001, majoritatea populației așezării de tip urban Shidnîțea era vorbitoare de ucraineană (99,38%), existând în minoritate și vorbitori de alte limbi.

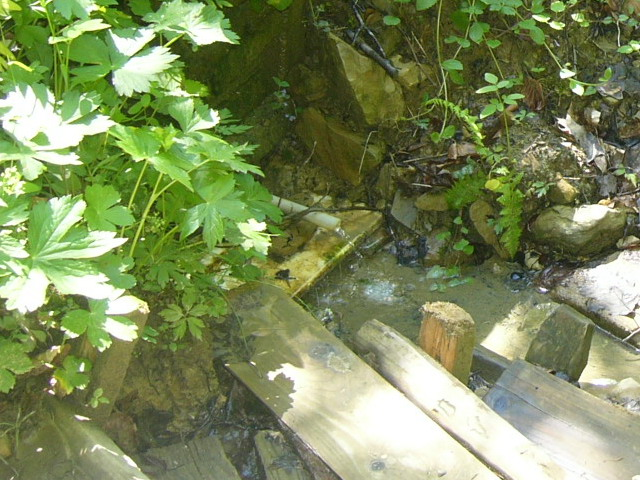
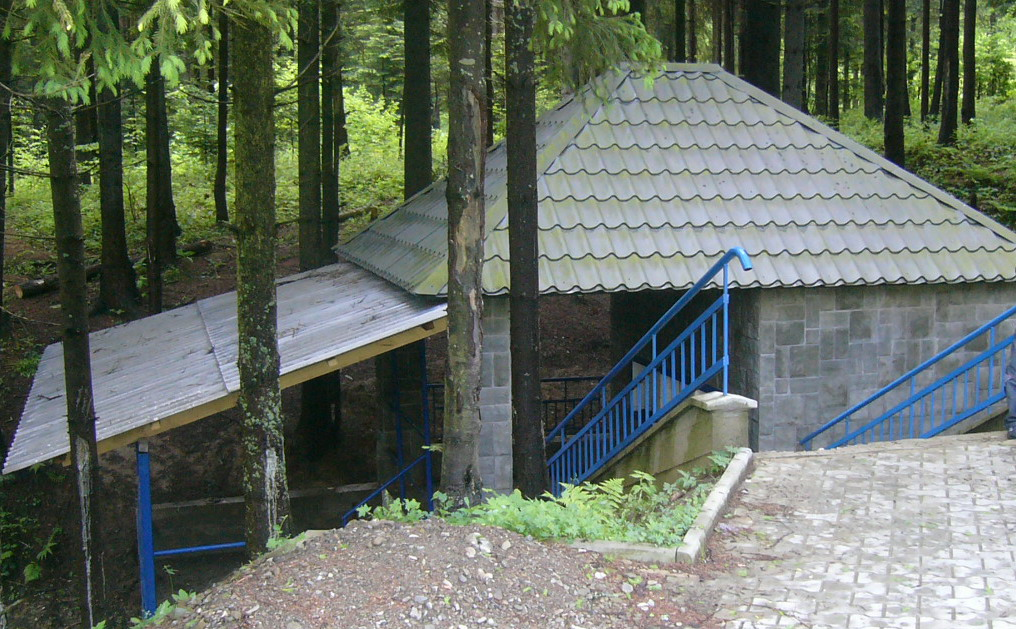
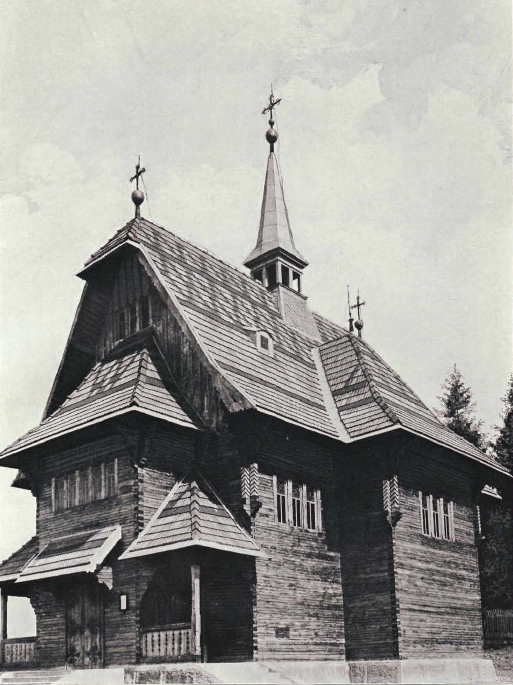
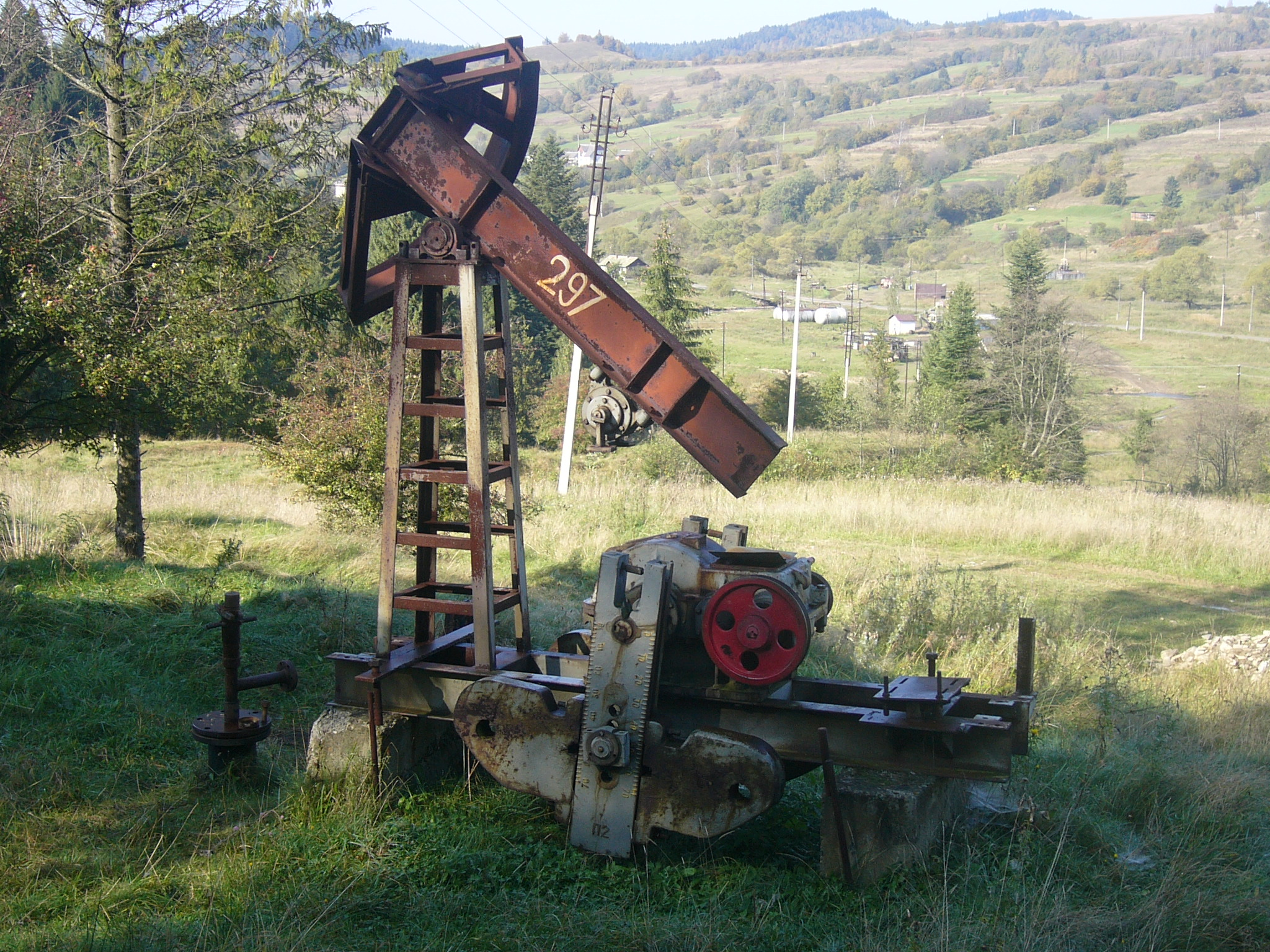
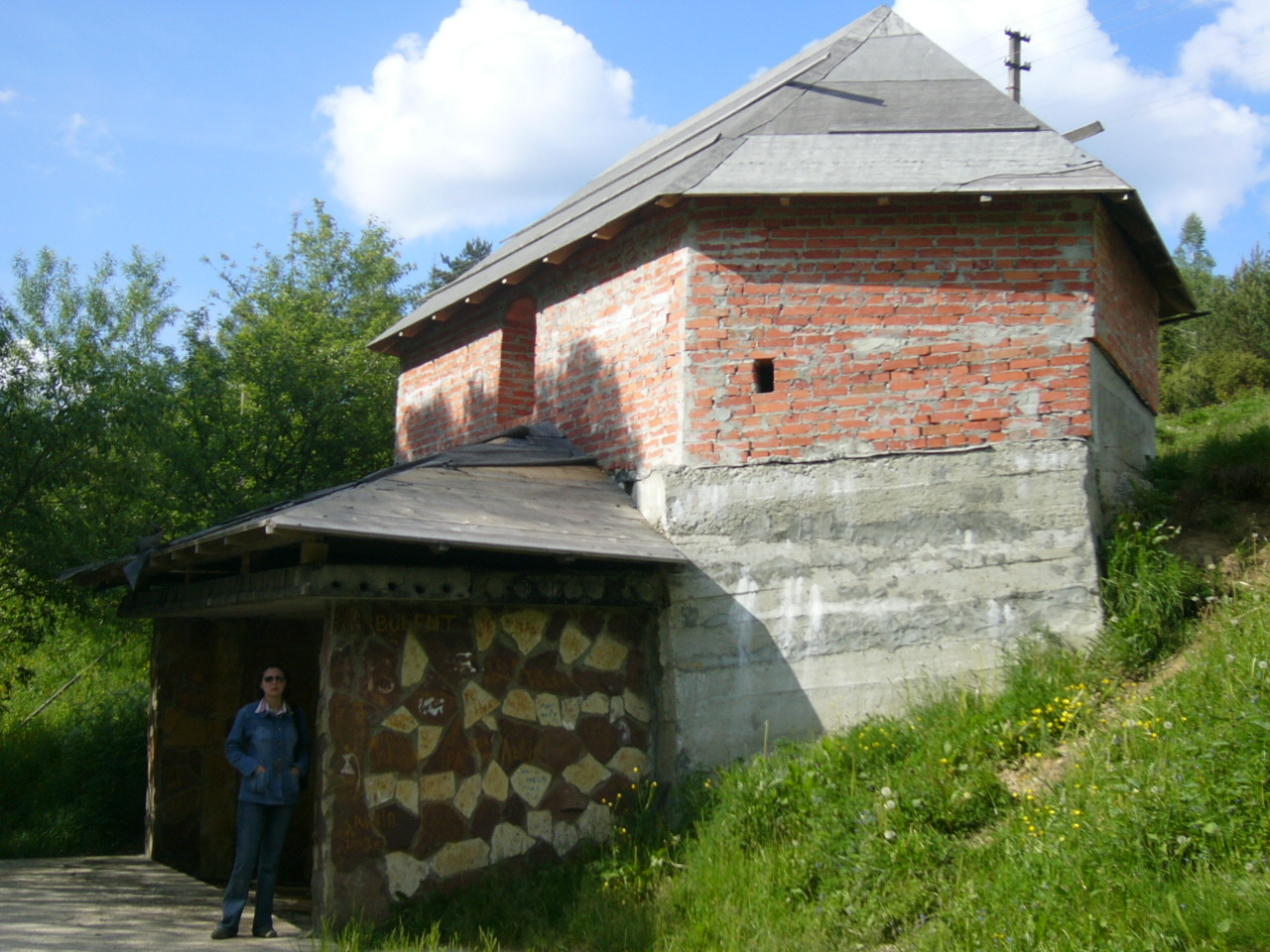
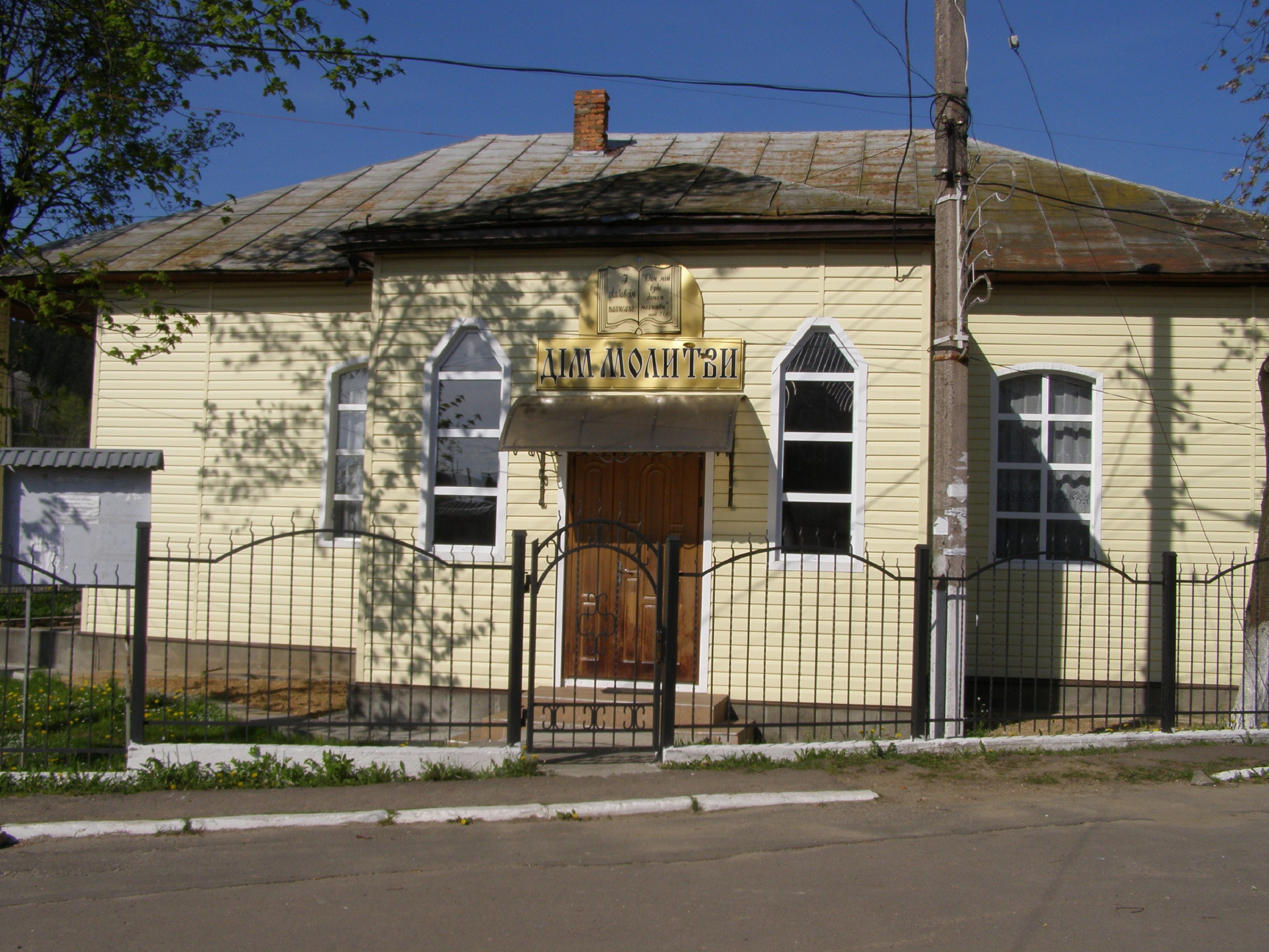